# Matt Cardona
Matthew Brett Cardona (Merrick, Nueva York, 14 de mayo de 1985) es un luchador profesional estadounidense actualmente firmado con National Wrestling Alliance y Game Changer Wrestling. Cardona es  más conocido por su trabajo para la WWE, bajo el nombre de Zack Ryder. y por trabajar por el breve periodo de un mes en All Elite Wrestling bajo el nombre de Matt Cardona. 
Cardona ha sido 2 veces campeón mundial al haber obtenido el GCW World Championship y el NWA World Heavyweight Championship , además de haber obtenido numerosos campeonatos en parejas dentro de su carrera con su compañero Brian Myers (conocido como Brian Major o Curt Hawkins), tales como el Campeonato Sureño en Parejas de la OVW  sus logros en la WWE son el Campeonato en Parejas de la WWE. También se destaca un reinado como Campeón Intercontinental de la WWE, y uno como Campeón de los Estados Unidos de la WWE.

## Carrera

### Inicios
Cardona inició su carrera como luchador profesional en varias empresas independientes del estado de Nueva York. Fue en este período donde comenzó a formar equipo con Brian Myers, con quien ganó el campeonato en parejas de la empresa New York Wrestling Connection (NYWC).
Finalmente, Cardona y Myers firmaron un contrato con la World Wrestling Entertainment (WWE) el 24 de febrero de 2006, siendo asignados a la marca de desarrollo Deep South Wrestling (DSW).

### World Wrestling Entertainment / WWE (2006–2020)

#### Territorio de desarrollo (2006–2007)

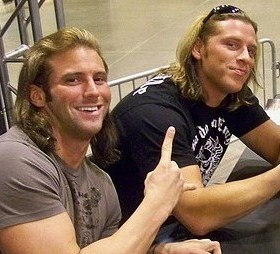
Zack Ryder (izq.) y Curt Hawkins en 2009.

El 24 de febrero de 2006, Cardona firmó un contrato de desarrollo con la World Wrestling Entertainment. En Deep South Wrestling en Georgia, fue renombrado Brett Majors mientras que Myers fue renombrado Bryan Majors. En octubre ganaron el Campeonato en Parejas de la DSW de The Untouchables (Deuce Shade & Dice Domino). Ellos retuvieron el campeonato por poco más de un mes, hasta que fueron derrotados por Urban Assualt el 30 de noviembre de 2006. Sin embargo, recapturaron el título el 19 de enero de 2007, en una lucha donde participaron The Samoan Fight Club (Sonny Siaki & Afa Jr.) y William Regal & Dave Taylor. Su segundo reinado acabó el 8 de marzo de 2007, cuando fueron derrotados por el Team Elite.
Sólo dos meses después, dejaron la DSW al ser llamados al plantel principal. Sin embargo, mientras participaban en SmackDown! y ECW asistieron a varios shows de la Ohio Valley Wrestling (OVW). El 15 de junio de 2007 lograron capturar el campeonato en parejas de la empresa al derrotar a Charles Evans & Justin LaRouche, perdiéndolo días después frente a The James Boys.

#### 2007–2008

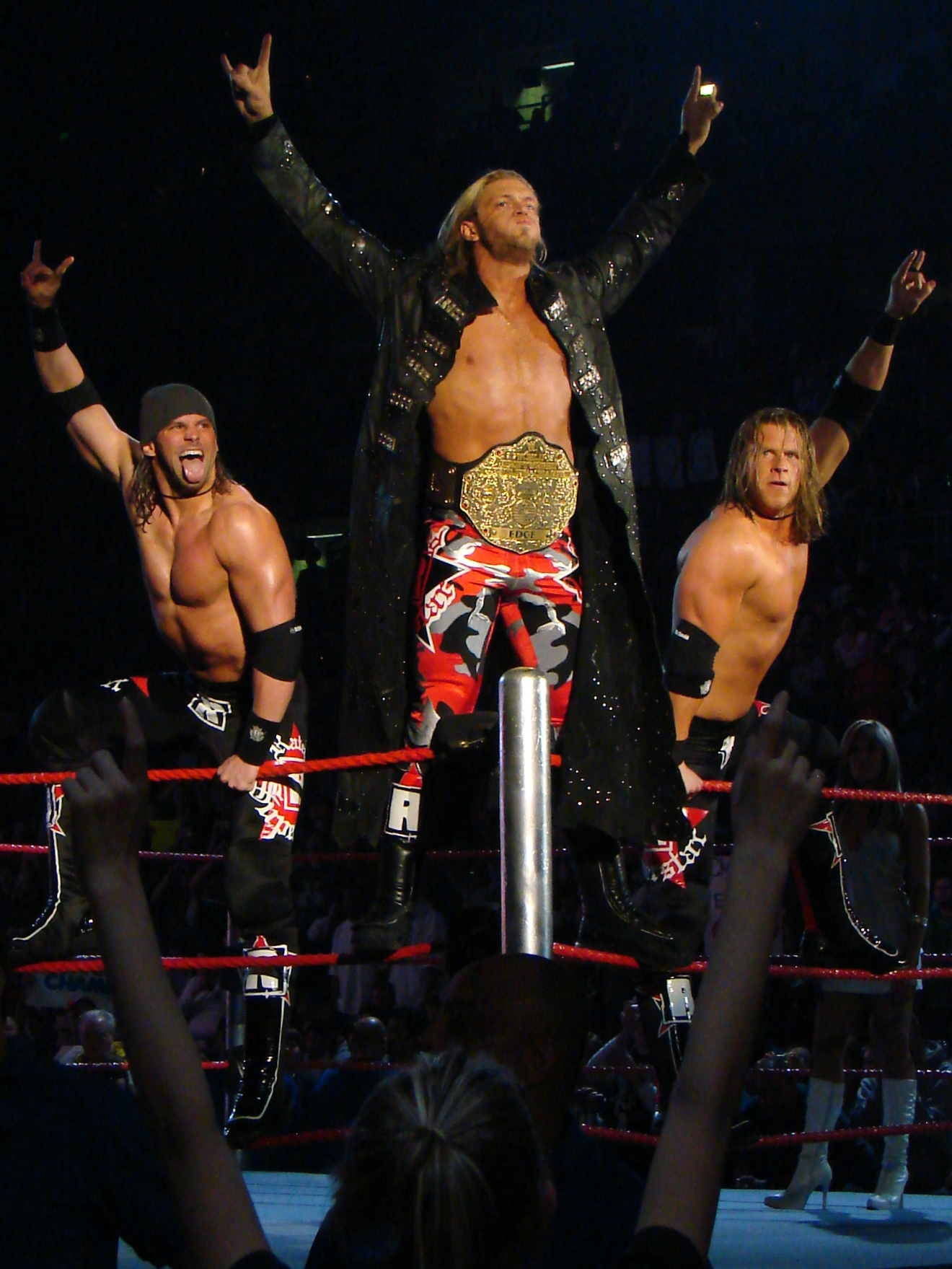
Ryder (izq.) posando con Edge y Hawkins.

Cardona hizo su debut televisivo el 1 de mayo de 2007 en ECW, bajo el nombre de Brett Major, junto a Brian Major y formando el equipo llamado The Majors Brothers. En dicho episodio, derrotaron al equipo de Matt Striker & Marcus Cor Von. Al poco tiempo, tuvieron un corto feudo con The New Breed, enfrentándose en varios combates.
El 17 de junio de 2007 fueron transferidos a SmackDown!, haciendo su debut el 6 de julio, derrotando a Jeremy Young & Mike Fox. Las semanas posteriores ganaron un par de combates antes de salir de televisión por un par de meses. Regresaron en octubre, ganando una oportunidad por el Campeonato en Parejas de la WWE, pero no pudieron derrotar a los campeones Matt Hardy & Montel Vontavious Porter.
En Armageddon, interfirieron en el combate por el Campeonato Mundial Peso Pesado, entre The Undertaker, el campeón Batista y Edge, saliendo disfrazados como Edge e intercambiándose por él a lo largo del combate, ayudándole a ganar el combate y el título. Tras esto, se unieron al grupo liderado por Edge y Vickie Guerrero La Familia, cambiando su nombre a Zack Ryder y Brian a Curt Hawkins, pasando a llamarse The Edge-Heads. Durante gran parte del año, se dedicaron a interferir en los combates de Edge durante su feudo con The Undertaker.
En el evento One Night Stand, interfirió junto a Chavo Guerrero, Hawkins y Bam Neely en el Tables, Ladders and Chairs Match entre Edge y Undertaker por el Campeonato Mundial Peso Pesado, permitiendo que Edge ganara el combate y provocando el despido de Undertaker de la WWE (kayfabe). En The Great American Bash, consiguió junto a Hawkins el Campeonato en Parejas de la WWE al derrotar a los campeones John Morrison & The Miz, Finlay & Hornswoggle y Jesse & Festus, después de cubrir a Jesse. Tras retener el título durante 63 días, en la emisión del 26 de septiembre de SmackDown lo perdieron en su primera defensa televisada ante The Colóns (Primo & Carlito). Tras esto, tuvieron su revancha el 14 de octubre (emitido el 17 de octubre) en SmackDown, pero volvieron a ser derrotados.

#### 2009–2010
El 15 de abril de 2009, fue enviado a la marca ECW por el draft suplementrario. Ryder hizo su regreso a ECW el 5 de mayo de 2009 en un segmento tras bastidores con la Gerente General Tiffany. Él ahora lucía pelo corto, piel bronceada, gafas de sol y una bandana, mostrando un personaje algo más arrogante, un guido de Long Island y el uso más frecuente de frases como «woo woo woo» y «you know it», que había utilizado algunas veces en su equipo con Hawkins. Perdió ante Finlay en su primera lucha, el 7 de mayo en Superstars. Su primera victoria fue el 19 de mayo en ECW on Sci Fi sobre un jobber. El 15 de septiembre, Ryder ganó una batalla real de 10 hombres para ganar una oportunidad por el Campeonato de la ECW, pero perdió ante el campeón, Christian, la semana siguiente. En el episodio del 3 de noviembre de ECW, Ryder entró en un angle amoroso con Rosa Mendes, quien se convirtió en su valet. Él también tuvo una rivalidad con Tommy Dreamer, culminando en una lucha el 29 de diciembre donde Ryder ganó para forzar a Dreamer a dejar la empresa.

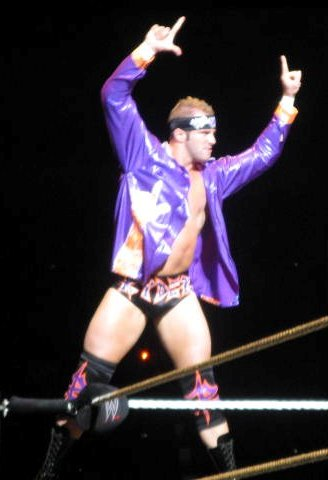
Ryder con su pose característica.

Cuando la marca ECW llegó a su fin en febrero de 2010, Ryder y Mendes se trasladaron a la marca Raw, haciendo su debut en el episodio del 25 de febrero de Superstars, derrotando a Primo. Ryder hizo su debut en Raw el 1 de marzo, perdiendo ante Montel Vontavious Porter en una lucha clasificatoria para Money in the Bank. Él participó en una batalla real de 26 hombres no televisada en WrestleMania XXVI, siendo la última persona eliminada por el ganador Yoshi Tatsu. Mendes fue enviada a SmackDown como parte del Draft Suplementario de 2010 sin Ryder, así que Ryder buscó a una nueva valet, tratando de impresionar a Alicia Fox y Gail Kim mientras ellas miraban sus luchas en el ringside. Durante una lucha con Evan Bourne en el episodio del 10 de mayo de Raw, Fox intentó interferir a favor de Ryder pero fue detenida por Kim, llevando a Bourne a ganar la lucha. Las dos nuevas parejas se enfrentaron en una lucha en parejas mixtas en el episodio del 17 de mayo de Raw, que Ryder y Fox perdieron. Ryder tuvo una victoria sobre Bourne en Superstars el 27 de mayo. La semana siguiente en Raw, Fox atacó a Ryder con una patada después de que la estrella invitada Ashton Kutcher puso precio a la cabeza de Ryder. Durante el episodio especial Viewer's Choice del 7 de junio de Raw, Ryder fue votado para hacer equipo con The Miz, derrotando a John Morrison y R-Truth. La semana siguiente, Ryder partició en un Fatal Four-Way Match por el Campeonato de los Estados Unidos, pero perdió. Meses más tarde, en agosto, recibió una lucha por el Campeonato de la WWE contra Sheamus que duró 11 segundos, que fue segunda lucha por el Campeonato de la WWE más corta en la historia de la WWE, en un intento por Sheamus de eludir la política de la compañía de defender cada 30 días el campeonato.
Durante este tiempo, Ryder se convirtió en el mentor en la segunda temporada de WWE NXT de Titus O'Neil. Ellos debutaron con una derrota ante John Morrison y Eli Cottonwood; O'Neil fue el primer novato eliminado de la segunda temporada, el 29 de junio. En el episodio del 27 de julio de NXT, Ryder perdió contra Percy Watson, convirtiéndolo en el primer mentor de la temporada 2 en perder ante un novato. Por el resto del año, Ryder en su mayoría luchó en Superstars, ocasionalmente haciendo equipo con Primo. Ryder ganó un premio Slammy por la frase más molesta en diciembre.

#### 2011

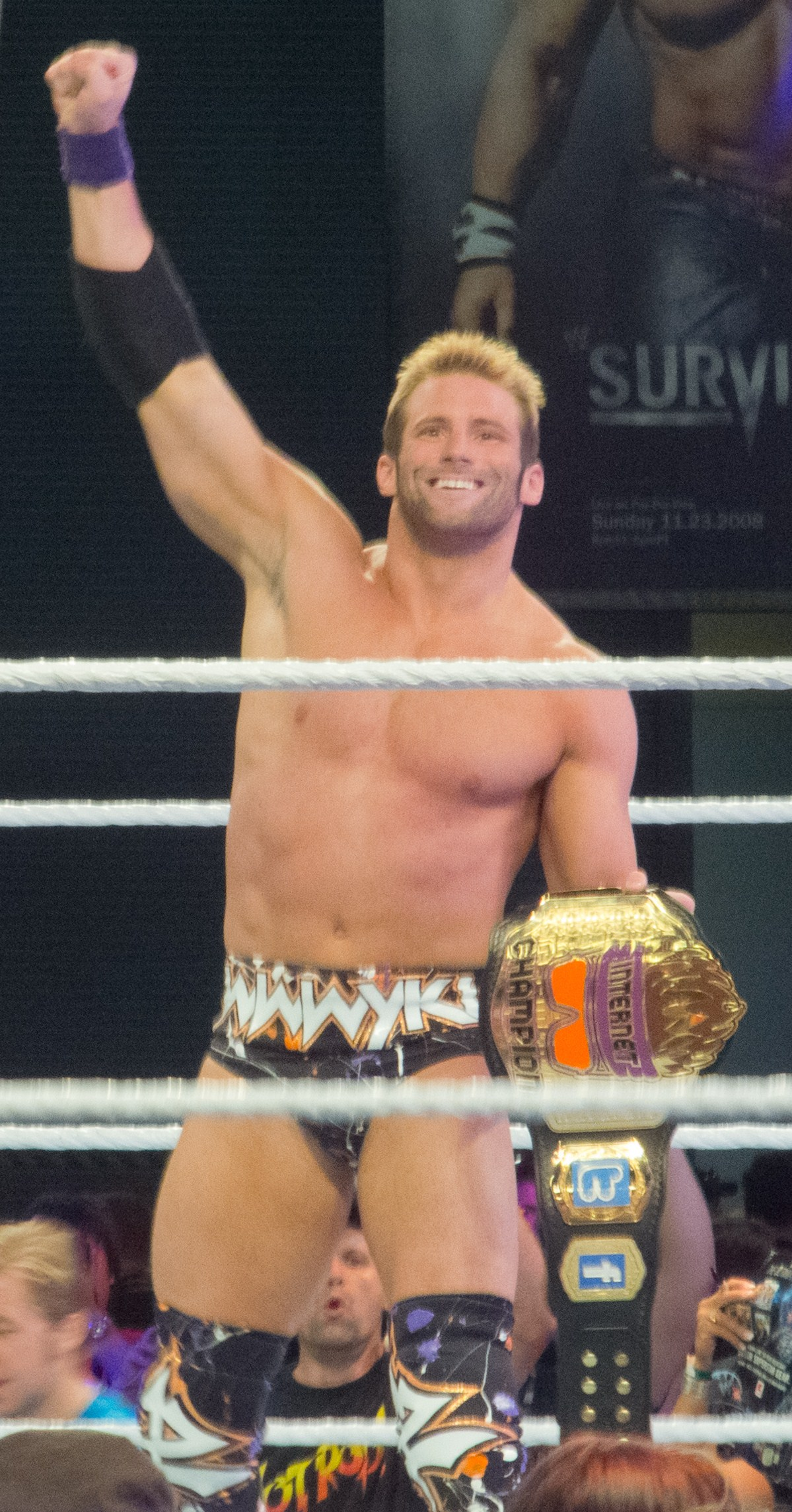
Ryder con su Campeonato de la Internet.

Como resultado de ser utilizado poco en televisión, Ryder estuvo descontento con su lugar en la WWE y empezó una serie web en YouTube llamada Z! True Long Island Story en febrero de 2011 para promover su personaje. La serie web pronto le ganó a Ryder popularidad: sus camisetas se agotaron a pesar de no aparecer en TV y en junio, cantos de «We Want Ryder» fueron iniciados por las audiencias de Raw y el pago por visión Capitol Punishment sin que Ryder apareciera en el show.
La popularidad del web-show llevó a que Ryder se elevara en su estatus, haciendo más apariciones en televisión. Entre abril y junio, Ryder apareció durante Raw más a menudo, a menudo en segmentos tras bastidores con John Cena. El 6 de junio Ryder tuvo su primera lucha en Raw en 2011, perdiendo ante Kofi Kingston. En el episodio del 16 de junio de Superstars frente a su ciudad natal de Long Island su estatus como face fue confirmado cuando derrotó a su excompañero de equipo Primo. En el episodio del 29 de julio de SmackDown, Ryder fue nombrado como asistente del Gerente General de SmackDown Theodore Long, permitiéndole hacer apariciones en televisión en Raw y en SmackDown. En el episodio del 19 de septiembre de Raw, Ryder ganó una lucha no titular contra el campeón de los Estados Unidos Dolph Ziggler con la ayuda de la estrella invitada Hugh Jackman quién le dio un puñetazo a Ziggler durante la lucha. Tras su victoria sobre Ziggler, Ryder recibió una lucha por el Campeonato de Estados Unidos la semana siguiente y otra vez en Vengeance pero ambas fueron sin éxito debido a la interferencia de Jack Swagger. Ryder participó en el evento principal de Raw por primera vez el 7 de noviembre, haciendo equipo con John Cena siendo derrotados por The Miz y R-Truth. Ryder luego perdió una lucha ante Cena por una oportunidad por el título, pero Cena entregó su oportunidad por el Campeonato de la WWE para que Ryder pudiera tener una segunda oportunidad. Esta segunda oportunidad fue un combate sin descalificación contra el Campeón Mundial Peso Pesado Mark Henry, que Ryder ganó con interferencia de Cena. Esto le ganó a Ryder una lucha por el Campeonato de Estados Unidos en TLC: Tables, Ladders & Chairs, en donde salió victorioso, ganando el primer campeonato en solitario de su carrera. Poco después, Ryder dejó su puesto como asistente del Gerente General de SmackDown debido a sus compromisos de campeonato.

#### 2012

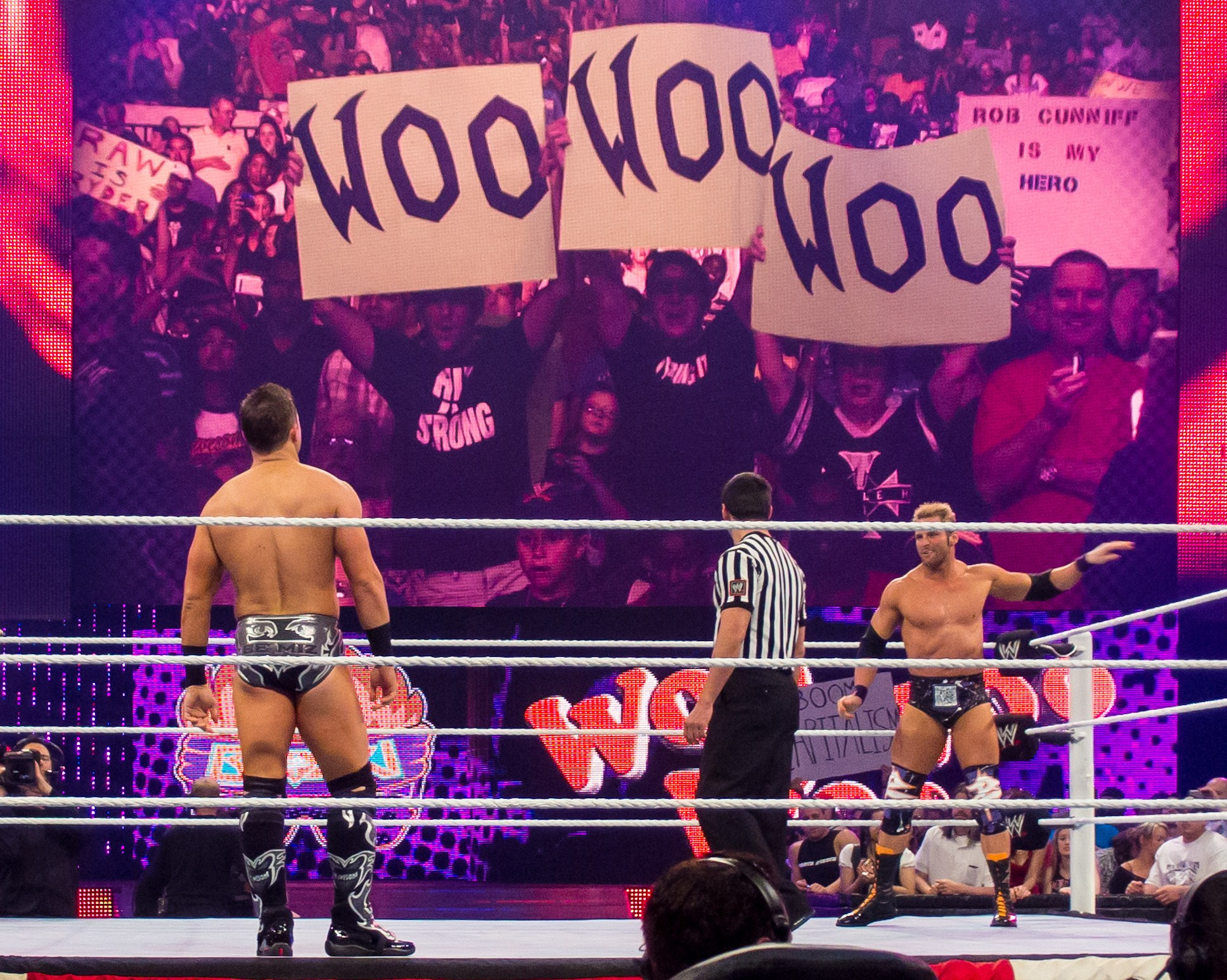
Fuerte apoyo de los fanes a Ryder cuando se prepara para hacer frente a The Miz en abril de 2012.

Entrando en el 2012, Ryder comenzó tratando de tener un romance con Eve Torres como parte de una storyline romántica. Como amigo de Cena, Ryder también se convirtió en blanco de Kane, quien tenía una rivalidad con Cena en aquel momento y atacó a Ryder en varias ocasiones. En el episodio del 16 de enero de Raw, Ryder perdió su Campeonato de los Estados Unidos ante Jack Swagger debido a una lesión en las costillas que sufrió a manos de Kane; Ryder nunca recibió su revancha por el título a pesar de ser excampeón. Las lesiones de Ryder se agravaron después de recibir un «Chokeslam» a través del escenario de Raw y un «Tombstone Piledriver» en la Royal Rumble. En el episodio del 13 de febrero de Raw, un Ryder en silla de ruedas vio a Eve besar a Cena, después de que Cena la salvó de un secuestro por parte de Kane. Después de un enfrentamiento con Cena, Kane rodó a Ryder fuera del escenario, hiriéndolo aún más. Mientras que Ryder estaba afuera lesionado, Eve cambió a heel cuando ella reveló que a ella nunca le había gustado Ryder y que lo había utilizado falsamente por fama y publicidad. Ryder volvió en el episodio del 5 de marzo de Raw, confrontando a Eve en sus acciones recientes, pero ella se las arregló para seducirlo. Ryder luego se unió al equipo de Theodore Long en una lucha para determinar al Gerente General de Raw y SmackDown en WrestleMania XXVIII. Durante la lucha, Eve distrajo a Ryder, costándole a Team Teddy la lucha y ella añadió mayor insulto dándole un «Low Blow» a Ryder después de la lucha. Después de luchar esporádicamente, Ryder no pudo vengarse de Kane por los ataques de Kane anteriormente en 2012 cuando Kane derrotó fácilmente a Ryder en el pre-show de Over the Limit. Ryder finalmente tomó venganza sobre Kane al eliminarlo último para ganar la Battle Royal de 20 hombres en el episodio especial «Great American Bash» del 3 de julio de SmackDown para convertirse en el Gerente General temporal de SmackDown (o «ZackDown», como él lo llamó) la semana siguiente.
En el pre-show de Night of Champions el 16 de septiembre, Ryder ganó una Battle Royal de 16 hombres para convertirse en el contendiente número uno al Campeonato de los Estados Unidos. Sin embargo, más adelante en el evento, fracasó en capturar el título del campeón Antonio Cesaro. Durante el episodio debut de WWE Main Event el 3 de octubre, Ryder y Santino Marella entraron en un torneo para decidir a los contendientes #1 por los títulos en parejas, donde derrotaron a Justin Gabriel y Tyson Kidd para avanzar a las semifinales del torneo. La semana siguiente en Raw, el dúo (finalmente conocido como Team Co-Bro) fue eliminado del torneo después de perder ante Team Rhodes Scholars (Cody Rhodes & Damien Sandow). Conforme 2012 llegaba a su fin, Ryder comentó que el 2012 «fue un asco». Ryder fue clasificado por el analista de Pro Wrestling Torch Benjamin Tucker como #1 en el «Top 10 Crashing Stars of 2012». Tucker señaló que Ryder era otra vez un jobber a pesar de superarse a sí mismo en 2011.

#### 2013–2015

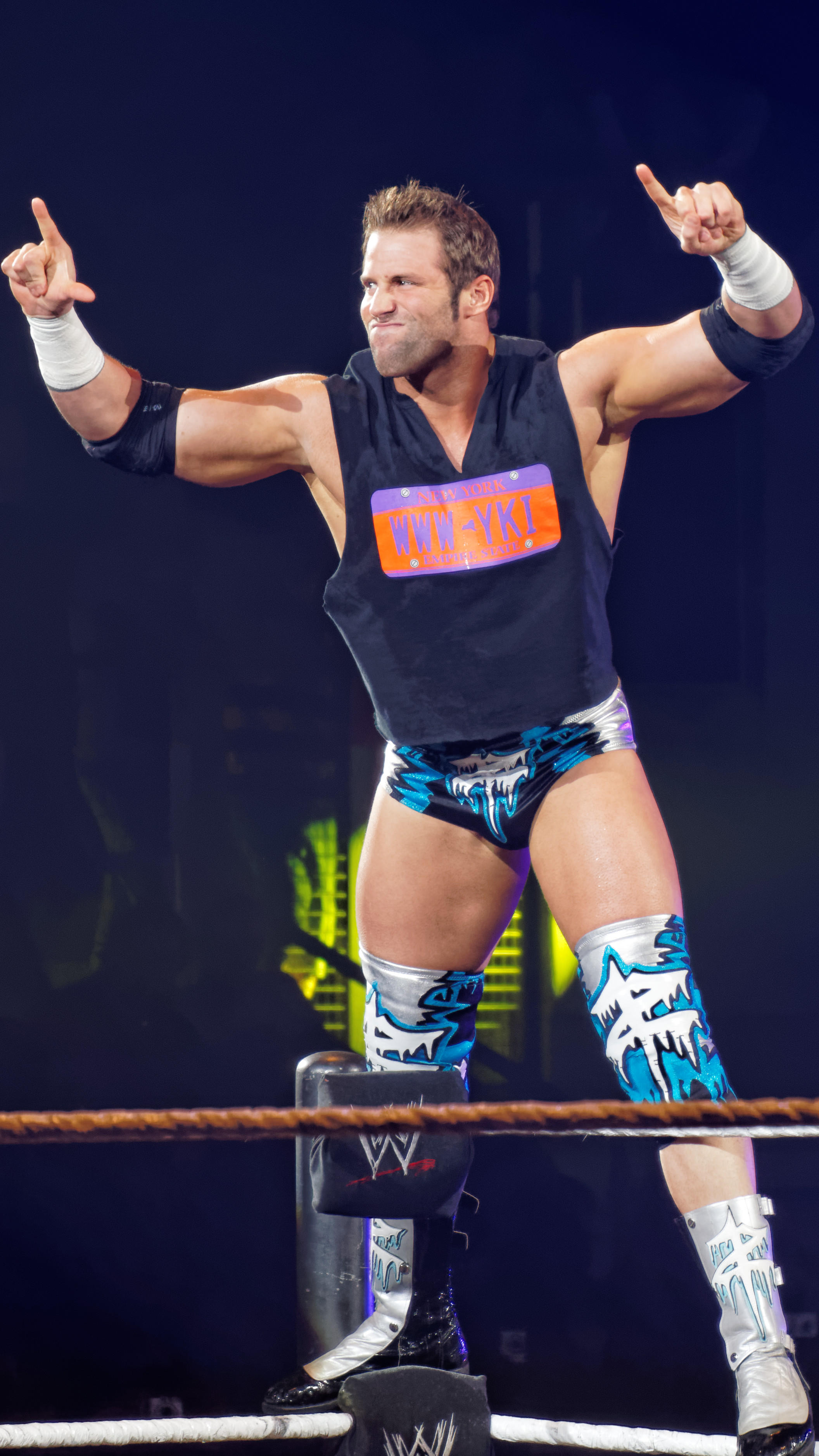
Ryder en mayo de 2014.

En 2013, Ryder comúnmente apareció en Superstars y perdió todas sus luchas en Raw y SmackDown. Ryder entró a la Royal Rumble 2013 (su única lucha en PPV de ese año) y fue eliminado sin ninguna eliminación en su haber después de dos minutos. Después de semanas de emasculación a manos de Triple H, Ryder y varios otros faces finalmente salvaron a Daniel Bryan de una paliza de The Shield y Randy Orton el 16 de septiembre en Raw. En respuesta, Triple H arregló que Ryder y Justin Gabriel se enfrentaran a Luke Harper y Erick Rowan de The Wyatt Family en el siguiente SmackDown, donde el equipo de Ryder perdió. En el siguiente Raw, Bryan, Ryder y los otros faces se enfrentaron a The Shield en un 11-on-3 Handicap Elimination Match; Ryder fue eliminado por Roman Reigns, pero su equipo terminó ganando la lucha.
En enero de 2014, el Pro Wrestling Torch Newsletter publicó una clasificación del roster principal de la WWE; Ryder fue clasificado como un face de bajo nivel y el tercer face más bajo en el roster. Ryder tampoco tuvo éxito en ganar tres Battle Royals: la Battle Royal en memoria de André the Giant en WrestleMania XXX, una Battle Royal por el Campeonato de los Estados Unidos en mayo, y una Battle Royal por el Campeonato Intercontinental en Battleground. En el episodio del 21 de julio de Raw, Zack Ryder obtuvo su primera victoria en Raw desde abril de 2013 después de que Layla y Summer Rae interfirieran contra el oponente de Ryder, Fandango. En octubre en el episodio #100 del show de JBL (The JBL (not Cole) Show) perdió su título ante JBL tras saber que el show de este era más popular en Internet que el suyo teniendo que ceder su único título individual a JBL, pero volviéndolo a ganar inmediatamente con ayuda de Dolph Ziggler. En noviembre, Ryder anunció que se había desgarrado el manguito rotador. John Cena dio una explicación dentro de la storyline de que un comentario en Twitter llevó a The Authority a castigar a Ryder.
Zack Ryder regresó el 25 de enero de 2015 en Royal Rumble entrando en el Rumble Match en #9 pero fue rápidamente eliminado por Bray Wyatt.
De cara a WrestleMania 31, Zack Ryder tuvo un careo con Adam Rose vía Twitter, careo que después fue llevado a televisión donde obtuvo una serie de victorias ante Adam Rose en los programas de WWE Superstars y Main Event antes de WrestleMania 31, donde formó parte de la Andre The Giant Memorial Battle Royal, pero fue eliminado siendo el ganador The Big Show. El 25 de mayo disputó contra John Cena el campeonato de los Estados Unidos errando un 450.º splash enterrando su cara contra la lona. El 31 de mayo luchó en el KickOff de Elimination Chamber contra Stardust, perdió después de que Stardust le aplicara un «Cross Rhodes». El 4 de junio en SmackDown, respondió al reto abierto de Kevin Owens por el Campeonato de NXT en el cual perdió después de un «Pop-up Powerbomb».
El 17 de junio en un episodio de NXT, empezó a hacer equipo con Mojo Rawley, que regresaba después de una lesión, y se hicieron llamar Hype Bros, ganando varios combates seguidos. En la edición del 16 de octubre en NXT, The Hype Bros compitió en un combate por los NXT Tag Team Championship, perdiendo. En la edición del 22 de octubre de NXT, Ryder compitió en una batalla real de 26 hombres para determinar el contendiente número uno por el Campeonato de NXT. Ryder no tuvo éxito, a pesar de que fue uno de los últimos competidores en ser eliminado. En el episodio del 11 de noviembre de NXT, Ryder junto con Rawley se asoció con Bayley durante un combate por equipos mixtos contra Wesley Blake, Buddy Murphy y Alexa Bliss, en la que salió victorioso.

#### 2016

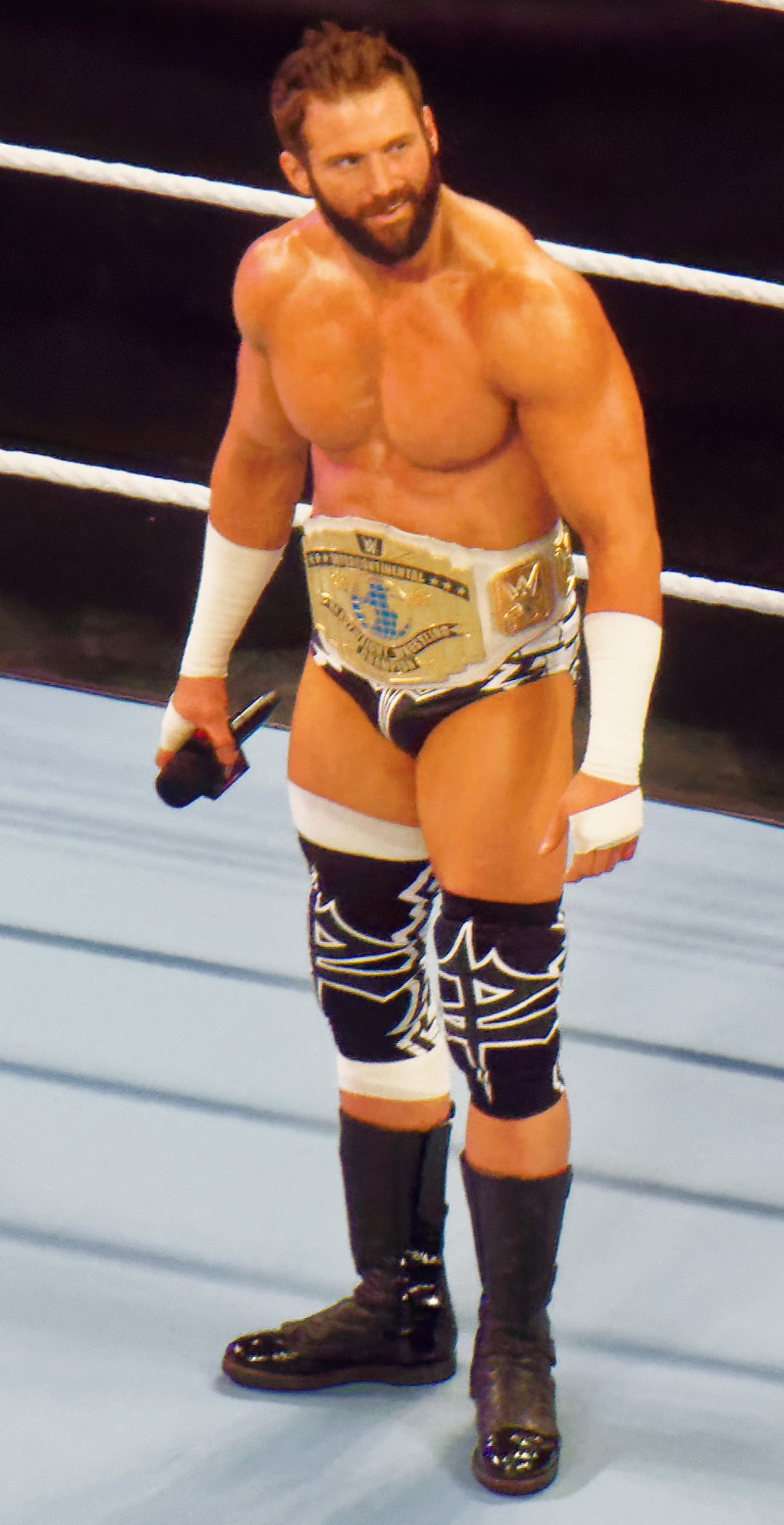
Ryder como Campeón Intercontinental.

En el Raw del 21 de marzo de 2016, Ryder participó en una Triple Threat Match para conocer por el Campeonato Intercontinental en Wrestlemania 32 la cual, ganó la lucha por descalificación, ya que el campeón Kevin Owens lo atacó y también a Stardust, Sin Cara, Dolph Ziggler, The Miz y Sami Zayn lo cual, hizo que se pactara un Ladder Match en Wrestlemania 32 por el Campeonato Intercontinental de WWE. En el episodio del 24 de marzo de 2016 en SmackDown después del combate entre Dolph Ziggler y Sami Zayn contra The Miz y Kevin Owens, intervino para enfrentar junto a los otros participantes y a Kevin Owens, y al final le aplicó un "Rough Ryder" al campeón Kevin Owens y quedarse como último hombre en pie en el ring. En el episodio del 28 de marzo en Raw, Ryder se enfrentó a Chris Jericho y sorpresivamente lo vencíó rompiendo una pequeña racha de malos resultados en ese programa. En Wrestlemania 32, ganó el Campeonato Intercontinental de WWE descolgando el título mientras que se enfrentó a Kevin Owens, Stardust, Sin Cara, Dolph Ziggler, The Miz y Sami Zayn en un Ladder Match. El 4 de abril en RAW, perdió el título contra The Miz gracias a la interferencia de Maryse, quien hacia su regreso. El 7 de abril en Smackdown tuvo su revancha, saliendo derrotado.
El 26 de mayo en SmackDown, Ryder fue derrotado por Alberto Del Rio en un intento fallido por clasificar en el Money in the Bank Ladder Match. El 4 de julio en Raw, participó en un 16-Man Elimination Tag Team Match donde se enfrentaron ocho luchadores americanos contra ocho luchadores extranjeros siendo Ryder y Big Show los ganadores. Tras esto, el 7 de julio en SmackDown, derrotó a Sheamus pero el 11 de julio en Raw, fue derrotado por Sheamus. Tras esto, fue atacado por Rusev comenzando una rivalidad con él. El 19 de julio en SmackDown, fue enviado a SmackDown debido al Draft 2016. En Battleground, fue derrotado por Rusev en un combate por el Campeonato de los Estados Unidos. Terminada la lucha, fue atacado por Rusev pero Mojo Rawley (quien ascendió al roster enviándolo a SmackDown) salió para defenderlo, regresando ambos el equipo Hype Bross. 
El 26 de julio en el episodio de SmackDown, Ryder fue parte de una batalla real para determinar el contendiente #1 al Campeonato Mundial de la WWE, donde se mantuvo entre los tres finalistas, hasta que fue eliminado por Kane. El 21 de agosto en el Kick-Off de SummerSlam, Rawley y él se asociaron con American Alpha (Jason Jordan & Chad Gable) & The Usos (Jimmy Uso & Jey Uso) en contra de Breezango (Tyler Breeze & Fandango), The Ascension (Konnor & Viktor) & The Vaudevillains (Aiden English & Simon Gotch) en una pelea por equipos de 12 hombres, donde el equipo de Ryder salió victorioso. The Hype Bross más tarde participó en un torneo de 8 equipos para coronar a los primeros Campeonato en Parejas de SmackDown, derrotando a The Vaudevillains en la primera ronda, antes de perder contra Heath Slater & Rhyno en las semifinales, causando la eliminación de ellos del torneo. Sin embargo, después de que American Alpha se lesionara, ganaron la oportunidad de enfrentarse a The Usos para determinar quienes serían los aspirantes a los Campeonatos de Rhyno y Slater. Dicho combate se llevó a cabo en Backlash, perdiendo. El 15 de noviembre en el episodio 900 de SmackDown LIVE, Curt Hawkins, Edge y Zack Ryder volvieron a reunirse tras ocho años en un segmento de backstage. En Survivor Series participaron el combate de eliminación en la sección de equipos donde el Team SmackDown Live (Heath Slater & Rhyno (co-capitanes), American Alpha, The Usos, Breezango y The Hype Bross) fueron derrotados por el Team Raw. En TLC, Ryder, Mojo Rawley, Apollo Crews y American Alpha derrotaron a Curt Hawkins, The Vaudevillains, y The Ascension. En el episodio del 13 de diciembre de SmackDown, The Hype Bross compitió en una batalla real para determinar los contendientes #1 a los Campeonatos en Parejas de Smackdown en contra de Bray Wyatt & Randy Orton. A pesar de que Rawley fuera eliminado, Ryder ganó la batalla real para su equipo. Sin embargo, durante el combate, Ryder se lesionó la rodilla. Más tarde se informó que Ryder estaría fuera de acción durante 4-9 meses.

#### 2017-2018
Después de seis meses de inactividad, Ryder regresó en la edición del 13 de junio de SmackDown, reuniéndose con Mojo Rawley. El 18 de junio, en el Kick-Off de Money in the Bank, The Hype Bros derrotaron a Primo & Epico. Dos días después en SmackDown, Shane McMahon anunció que Ryder y Rawley tendrían la oportunidad de convertirse en los contendientes #1 por los Campeonato en Parejas de SmackDown en el episodio del 27 de junio en contra de The Usos, en el que perdieron. El 12 de septiembre, The Hype Bros perdieron contra Chad Gable y Shelton Benjamin. Después del combate, Rawley estrechó la mano de Benjamin y Gable, pero Ryder simplemente se alejó. Durante las siguientes semanas en SmackDown, Ryder y Rawley mostrarían signos de disensión ya que Rawley se daría el relevo constantemente a sí mismo en las luchas, lo que finalmente les hacia perder cuando comenzaban a discutir. Después de otra derrota, Ryder y Rawley aceptaron volverse más agresivos en el ring, pero aún no pudieron ganar combates. En Hell in a Cell fueron derrotados por Chad Gable y Shelton Benjamin. En el episodio del 10 de octubre de SmackDown, The Hype Bros enfrentó a Benjamin y Gable, Breezango (Tyler Breeze y Fandango) y The Ascension (Konnor & Viktor)  para determinar los contendientes #1 a los Campeonato en Parejas de The Usos, en el que The Hype Bros no pudieron ganar. En el episodio del 23 de octubre de Raw, Ryder formó parte de los luchadores de SmackDown que invadieron Raw y atacaron a sus luchadores. El 28 de noviembre, fueron derrotados por The Bludgeon Brothers (Luke Harper y Erick Rowan). Tras la lucha Rawley atacó a Ryder, disolviéndose The Hype Bros. En Clash of Champions ambos se enfrentaron en un combate individual, siendo Ryder derrotado. 

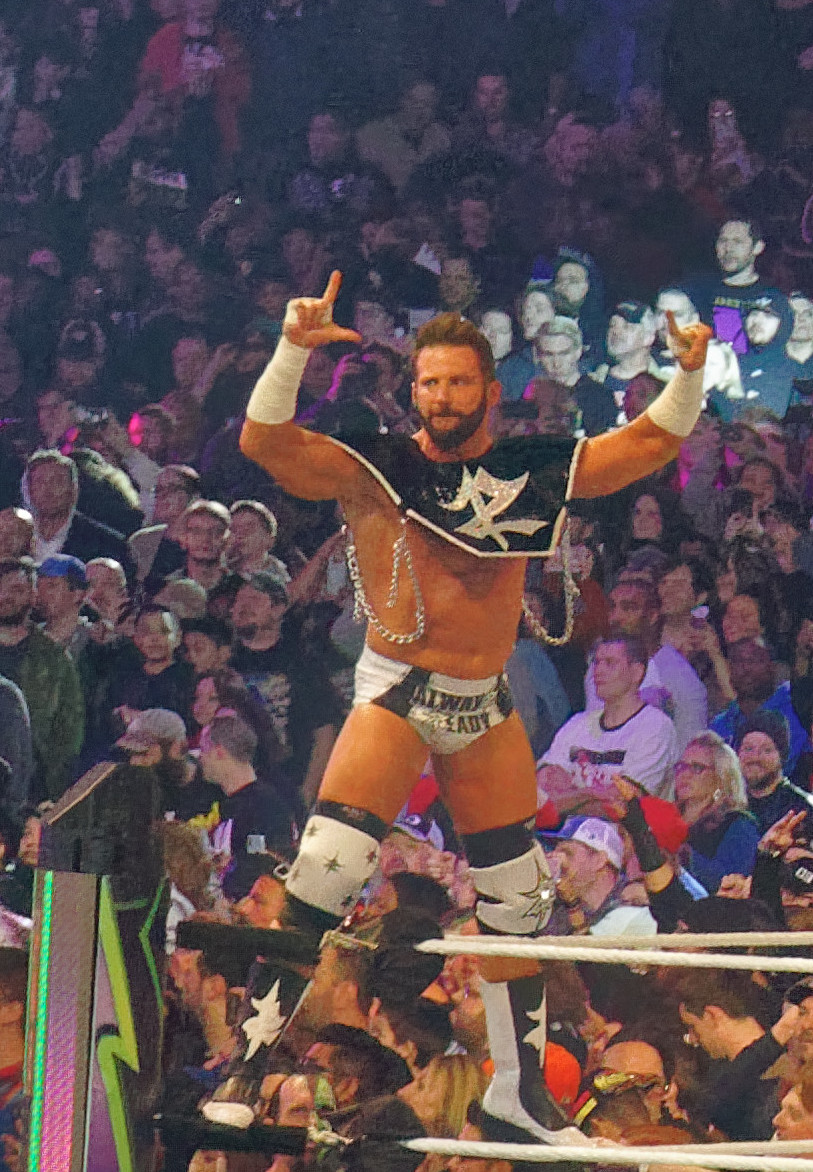
Ryder en WrestleMania 34.

Ryder perdió ante Rawley en el episodio del 9 de enero de 2018 de Smackdown en la primera ronda del torneo del Campeonato de los Estados Unidos. En el episodio del 30 de enero, Ryder no tuvo éxito en un combate Fatal 4-Way por ser el contendiente #1 al Campeonato de los Estados Unidos, que también involucraba a Kofi Kingston, Jinder Mahal y Rusev. En WrestleMania 34, participó en el Battle Royal de André the Giant, donde fue eliminado por Mojo Rawley. El 16 de abril, Ryder fue reclutado a Raw como parte de la Superstar Shake-up de 2018. Antes del episodio de Raw del 23 de abril, sufrió una lesión de rodilla en un combate contra Mike Kanellis en una grabación para Main Event de esa semana. Sin embargo, reveló al día siguiente que solo había sufrido MCL, ACL y distensiones musculares de la pantorrilla. Regresó en el episodio de Main Event del 7 de mayo, derrotando a Curt Hawkins. Tras esto pasó el resto del año compitiendo en el programa Main Event, consiguiendo alguna victoria ante Mojo Rawley, Mike Kanellis y Jinder Mahal. El 28 de diciembre (transmitido el 31 de diciembre), luchó por primera vez en Raw desde que fue llevado a dicha marca, participando en un battle royal por una oportunidad al Campeonato Intercontinental, pero no logró ganar al ser eliminado por Baron Corbin.

#### 2019-2020
El 21 de enero en Raw, salvo a su excompañero de equipo Curt Hawkins de un ataque de Scott Dawson y Dash Wilder, prefigurando una reunión entre ambos. La semana siguiente, Hawkins y Ryder regresaron como equipo oficial siendo derrotados por The Revival (Dawson y Wilder). En WrestleMania 35 Hawkins y Ryder derrotaron a The Revival, ganando los Campeonatos en Parejas de Raw. Al día siguiente en Raw tuvieron su primera defensa exitósa ante los mismos. En el Dark-Match de The Shield's Final Chapter volvieron a retener los títulos ante The Revival y Ricochet & Aleister Black. El 7 de junio en Super Show-Down participó en el 50 Man Battle Royal, pero fue eliminado por Samoa Joe. El 10 de junio en Raw, Hawkins y Ryder perdieron los Campeonato en Parejas ante The Revival, en una lucha donde también participaban The Usos.
Luego de esto no obtuvieron su revancha oficial pero junto a Hawkins comenzaron a perseguir el Campeonato 24/7 de R-Truth y también de Drake Maverick, sin éxito alguno. En el Raw del 16 de julio derrotó rápidamente a Mike Kanellis en cuestión de segundos. En Raw del 26 de agosto participaron en una 16 Tag Team Turmoil Match por una oportunidad a los Campeonatos en Pareja de Raw pero fueron eliminados por Dolph Ziggler & Robert Roode. El 14 de noviembre en un evento en vivo celebrado en Mannheim, Alemania, Hawkins y Ryder derrotaron a The O.C. (Luke Gallows y Karl Anderson) y a The Street Profits (Angelo Dawkins y Montez Ford), convirtiéndose en los contendientes #1 a los Campeonatos en Parejas de Raw. Sin embargo fueron atacados por AOP el 18 de noviembre en Raw, quitándoles su oportunidad. En Survivor Series ambos fueron parte del Interbrand Tag Team Battle Royal, pero fue eliminado por Marcel Barthel.
En Elimination Chamber junto a Curt Hawkins fueron derrotados por The Viking Raiders (Erik & Ivar) en el kick-off. El 8 de marzo tuvo su último combate en Raw siendo derrotado por Bobby Lashley. Finalmente, el 15 de abril de 2020 fue despedido de la WWE junto a Hawkins y otros luchadores por recortes económicos terminando la permanencia de 15 años de Ryder con la compañía.

### All Elite Wrestling (2020)
El 29 de julio de 2020, Cardona hizo su debut en All Elite Wrestling en AEW Dynamite, salvando a Cody de un ataque de John Silver y Alex Reynolds de The Dark Order, En el pago por evento de All Out el 5 de septiembre, se asoció con Dustin Rhodes, QT Marshall y Scorpio Sky en una lucha por equipos de ocho hombres para derrotar al Sr.Brodie Lee, Colt Cabana, Evil Uno y Stu Grayson de The Dark Order Después de esto, Cardona declaró que su acuerdo con AEW había expirado y que ya no estaba con la compañía.

### Impact Wrestling (2021-2023)
El 16 de enero de 2021, Cardona hizo su debut sorpresa en Impact Wrestling en Hard to Kill, donde derrotó a Ace Austin por descalificación debido a que fue atacado por Madman Fulton, sin después del combate contraatacó a Austin y a Fulton.
El 14 de mayo de 2023, Cardona confirmó que había terminado oficialmente con Impact Wrestling.

### National Wrestling Alliance (2021-presente)
Debutó en Hard Times 2, después de que Trevor Murdoch derrotará a Mike Knox para retener el Campeonato Mundial Peso Pesado de NWA, atacando a Murduch. Durante la Noche 2 de la Copa Crockett, retuvo el título por descalificación contra Nick Aldis, en un partido donde Jeff Jarrett fue el árbitro invitado especial. El 11 de junio, en Alwayz Ready, Cardona se vio obligado a dejar vacante el título debido a una lesión. El 12 de noviembre, en Hard Times 3, Cardona compitió en un combate a tres bandas por el título, que ganó Tyrus cuando cubrió al entonces campeón Murdoch. El 11 de febrero de 2023, en Nuff Said, Cardona luchó contra Tyrus por el título en un esfuerzo perdido.

### Regreso a Impact Wrestling (2023)
Cardona regresó a Impact Wrestling el 21 de octubre de 2023 en Bound for Glory como participante en el combate Intergender Call Your Shot Gauntlet de 20 personas, eliminando a Jake Something, Sonny Kiss, Frankie Kazarian, Eric Young y Brian Myers antes de ser eliminado por Jordynne Grace.

### Circuito Independiente

#### Game Changer Wrestling (2021-presente)
Cardona hizo su debut en Game Changer Wrestling disfrazado como un druida e imitando los movimientos de Moxley, atacando a Nick Gage y consiguiendo así una lucha por el título máximo de la empresa, en el evento GCW HOMECOMING el 24 de Julio Matt derrota a Gage ganando así su primer título mundial.

#### DDT Pro Wrestling (2023)
Hizo su primera aparición en DDT Wrestle Peter Pan, derrotando a Tetsuya Endo ganando el Campeonato Universal de DDT Pro Wrestling por primera vez, después del combate, Maki Itoh apareció en un video retándolo a una lucha por su título recién obtenido, continuando su rivalidad.

#### Major League Wrestling (2023)
En julio de 2023 en Never Say Never, se anunció que Cardona había firmado con Major League Wrestling. El 3 de septiembre, Cardona (acompañado por Mister Saint Laurent) derrotó a Mance Warner en un combate No Holds Barred Kiss My Foot.

## Vida personal
En una entrevista con WWE Magazine, Cardona reveló que había sufrido cáncer y que lo superó mientras estaba en la escuela secundaria, pero tuvo que perder un año de escuela luchando contra la enfermedad. Es amigo personal de Dolph Ziggler, The Miz & John Morrison en la vida real. Cardona mantiene una relación amorosa con la luchadora Chelsea Green. Cardona ha reconocido en varias entrevista su vasto conocimiento en diferentes artes marciales tales como Jiu-Jitsu, Muay thai, Kick boxing, etc.

## Otros medios
En febrero de 2011, Cardona empezó a emitir en YouTube una serie llamada Z! True Long Island Story. Serie que trataba sobre monólogos de Zack Ryder incluyendo alusiones cómicas a la cultura pop y a la lucha libre; en algunos episodios aparecían invitados como sus familiares, amigos y superestrellas de la WWE. La serie ha llegado a tener más de 12 millones de visitas en YouTube. En abril de 2011, se proclamó como el campeón de Internet de la WWE con una réplica del Campeonato Intercontinental personalizada con pegatinas. Sin embargo, el título no fue reconocido por la WWE. En julio de 2011, Ryder se enfrentó en un evento en vivo en Australia a Primo, defendiendo el cinturón. Sin embargo, más tarde se informó de que no era una lucha titular. Poco después, creó su propia réplica del campeonato, costándole 1.500 dólares. En el episodio 50 de Z! True Long Island Story, anunció que su programa pasaría a emitirse en el canal oficial de la WWE en YouTube. En enero de 2013, Z! True Long Island Story llegó a 100 episodios, siendo el episodio 100, el último. Ryder hizo referencia a la posibilidad de empezar de nuevo con Z! True Long Island Story en abril y mayo de 2013, pero el show al final no volvió. El 10 de marzo de 2014, Ryder subió el primer episodio de su nueva serie, Zack Ryder's Last ReZort, en su propio canal en YouTube. En este video, Ryder (sin sus tradicionales gafas y bandana) expresó su frustración con respecto a su dramática caída al fondo del plantel, proclamando su deseo de hacer «caer el rayo dos veces» y trabajar su camino de vuelta hasta la cima.
Su popularidad en línea también se ha trasladado a las redes sociales. Tiene más de 1.941.000 seguidores en Twitter, más de 1.748.000 Me Gusta en Facebook, y más de 129.000 subscriptores en YouTube. Todo esto hizo que la revista Sports Illustrated le posicionara en el puesto 77 en su lista de los 100 Deportistas más influyentes en redes sociales.
Como parte del roster de la WWE, Zack Ryder ha aparecido en los videojuegos de la compañía: WWE SmackDown vs. Raw 2009, WWE SmackDown vs Raw 2011, WWE'12, WWE'13 WWE 2K14 ,WWE 2K16, WWE 2K17, WWE 2K18, WWE 2K19 y WWE 2K20 (apareciendo en WWE 2K14, WWE'13 como Campeón de Internet).

## En lucha
- Movimientos finales

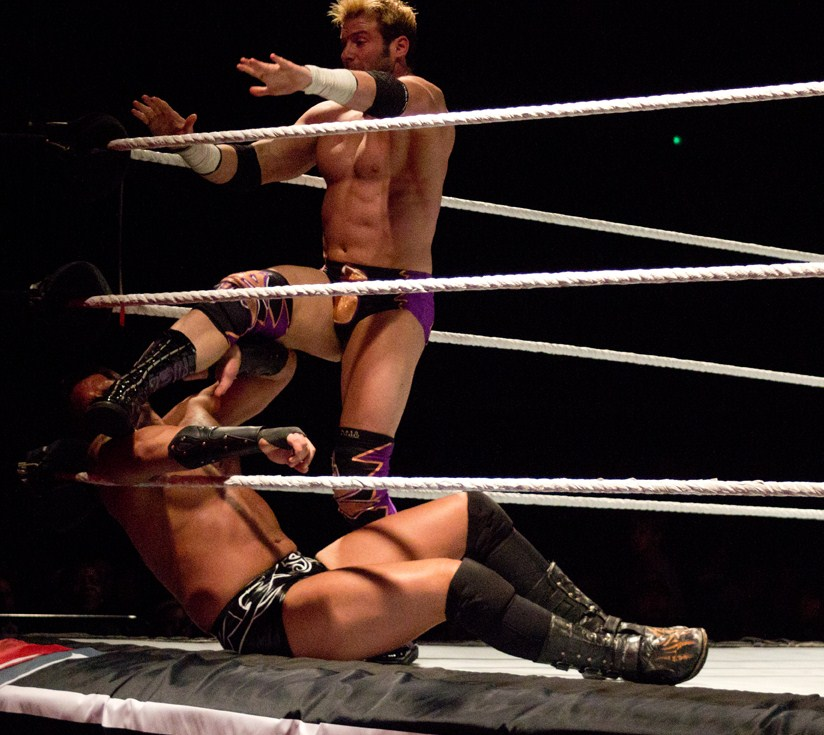
Ryder realizando el Broski Boot a Conor O'Brian.

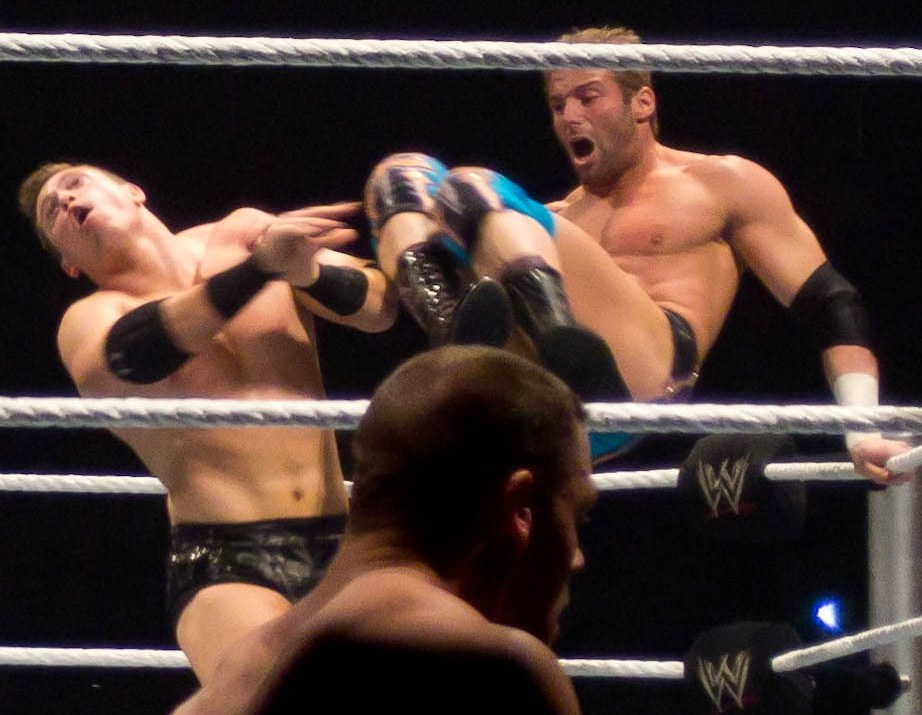
Ryder contraataca a The Miz que se aproxima con un double high knee.

  - ElBro Drop (Diving elbow drop) – 2016–presente
  - Rough Ryder[88] (Jumping leg lariat)[89][90] – 2010–presente
  - Zack Attack[91][92] (Inverted overdrive)[91][93] – 2009–2010
  - Lifting inverted DDT[94] – 2008
  - Russian Leg Sweep - 2007
- Movimientos de firma
  - Broski Boot[95] (Running facewash, con burlas)[96]
  - Corner elbow smash[97][98]
  - Crossbody[99]
  - Discus clothesline[100]
  - Double high knee desde el esquinero a un oponente que se aproxima[101][102]
  - Double underhook powerbomb[103]
  - Dropkick[104][105][106] a veces desde la tercera cuerda[107][108]
  - Facebuster[109][110]
  - Flapjack[111][112]
  - Flying forearm smash[111][113]
  - Leg drop[98][111]
  - Múltiples variaciones de neckbreaker
    - Hangman's[114][115]
    - Standing[90]
    - Swinging[116][117]
    - Neck snap[118]

  - Plancha,[119][120] a veces mientras realiza un somersault[121]
  - Slingshot clothesline[122]
  - Super hurricanrana[123]
  - Slingshot crossbody[124]
  - Spinning headlock elbow drop[125]

- Mánagers
  - Rosa Mendes[126]
  - Alicia Fox[12]
  - Eve Torres[38]
  - Hornswoggle[127]
  - Edge
  - Curt Hawkins
  - Mojo Rawley

- Apodos
  - "Mr.WrestleManiaMoment!"
  - "The Long Island Iced-Z"[128]
  - "The Internet Sensation"[129]
  - "The Long Island Loudmouth"[130]
  - "The Ultimate Broski"[131]
  - "The Woo Woo Woo Kid"[132]

- Música de entrada
  - "What I Want" de Daughtry (DSW/OVW; usado en parejas junto a Brian Majors)
  - "In the Middle of it Now" de Disciple (WWE; usado en parejas junto a Curt Hawkins)
  - "Radio" de Watt White y compuesto por Jim Johnston (WWE; 2009–2016)
  - "Stay Hype, Bro" por CFO$ (NXT/WWE) [19 de agosto de 2015–presente; usado en parejas junto a Mojo Rawley)
  - "Radio" por Downstait (WWE) [4 de julio de 2016 – 15 de abril de 2020]
  - "Still Major" por def rebel (WWE) [2019 - 2020; usado en parejas junto a Curt Hawkins)
  - "When the Lights Go Down" por Downstait (AEW) [2020 - presente]

## Campeonatos y logros
- World Wrestling Entertainment/WWE

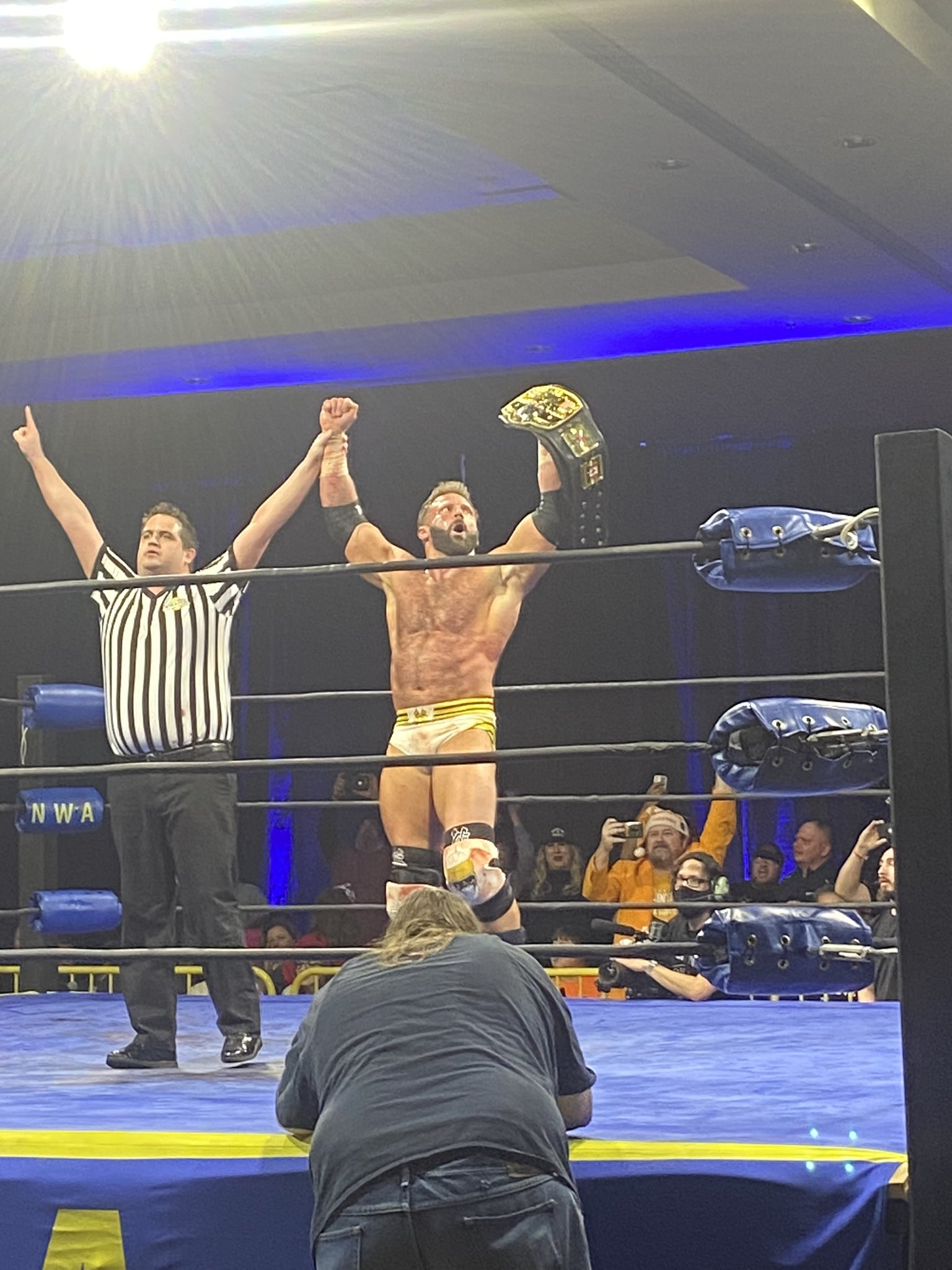
Matt Cardona ganando el Campeonato Mundial Peso Pesado de la NWA el 12 de febrero de 2022 en NWA Powerrrtrip celebrado en Oak Grove, Kentucky, USA.

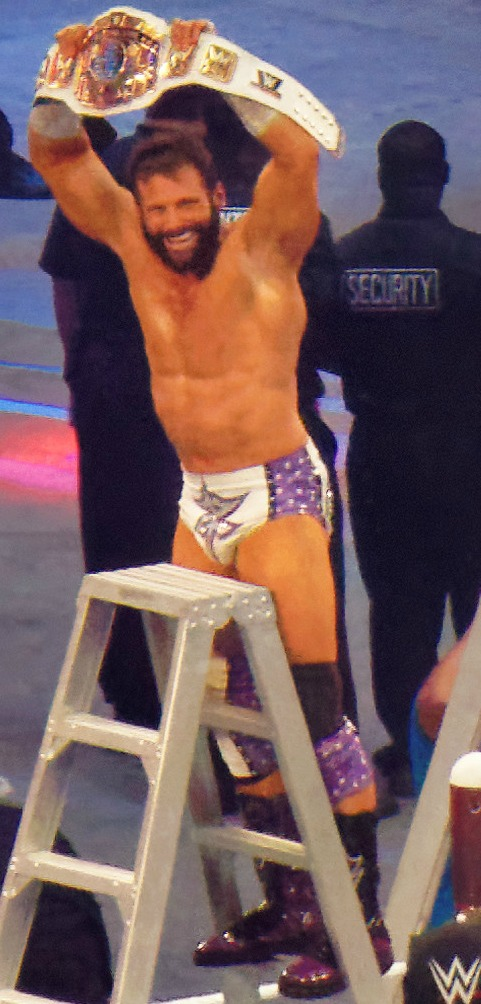
Ryder posando tras ganar el Campeonato Intercontinental en WrestleMania 32.

  - WWE United States Championship (1 vez)
  - WWE Intercontinental Championship (1 vez)
  - WWE/Raw Tag Team Championship (2 veces) – con Curt Hawkins
  - Slammy Awards (3 veces)[133]
    - Most Annoying Catchphrase (2010) Woo Woo Woo You Know It[134]
    - Superstar Transformation of the Year (2011)[135]
    - Trending Superstar of the Year (2011)[135]

- National Wrestling Alliance
  - NWA World Heavyweight Championship (1 vez)

- Deep South Wrestling/DSW
  - DSW Tag Team Championship (2 veces) – con Brian Myers

- DDT Pro-Wrestling
  - DDT Universal Championship (1 vez)[136]

- Impact Wrestling
  - Impact Digital Media Championship (1 vez)

- Ohio Valley Wrestling/OVW
  - OVW Southern Tag Team Championship (1 vez) – con Brian Myers

- Game Changer Wrestling
  - GCW World Championship (1 vez)
  - ECW TV Championship (1 vez)
  - Internet Championship (2 veces actual)

- New York Wrestling Connection
  - NYWC Heavyweight Championship (una vez, actual)
  - NYWC Tag Team Championship (2 veces) con Brian Myers
- Absolute Intense Wrestling
  - AIW Absolute Championship (una vez, actual)[137][138]
  - AIW Intense Championship (una vez actual)[137][139]

- All Star Wrestling 
  - ASW Heavyweight Championship (1 vez, actual)

- Pro Wrestling Illustrated
  - Situado en el N°271 en los PWI 500 de 2007[140]
  - Situado en el N°140 en los PWI 500 del 2008[141]
  - Situado en el N°199 en los PWI 500 de 2009[142]
  - Situado en el N°117 en los PWI 500 de 2010[143]
  - Situado en el N°140 en los PWI 500 de 2011[144]
  - Situado en el N°70 en los PWI 500 de 2012[145]
  - Situado en el N°137 en el PWI 500 en 2013
  - Situado en el N°153 en el PWI 500 en 2014
  - Situado en el N°168 en el PWI 500 en 2015
  - Situado en el N°109 en el PWI 500 en 2016
  - Situado en el N°173 en el PWI 500 en 2017
  - Situado en el N°212 en el PWI 500 en 2018
  - Situado en el N°100 en el PWI 500 en 2019
  - Situado en el N°444 en el PWI 500 en 2020
  - Situado en el N°297 en el PWI 500 en 2021
  - Situado en el Nº13 en los PWI 500 de 2022[146]
  - Situado en el Nº31 en los PWI 500 de 2023[147]